# Guerra fría (término)

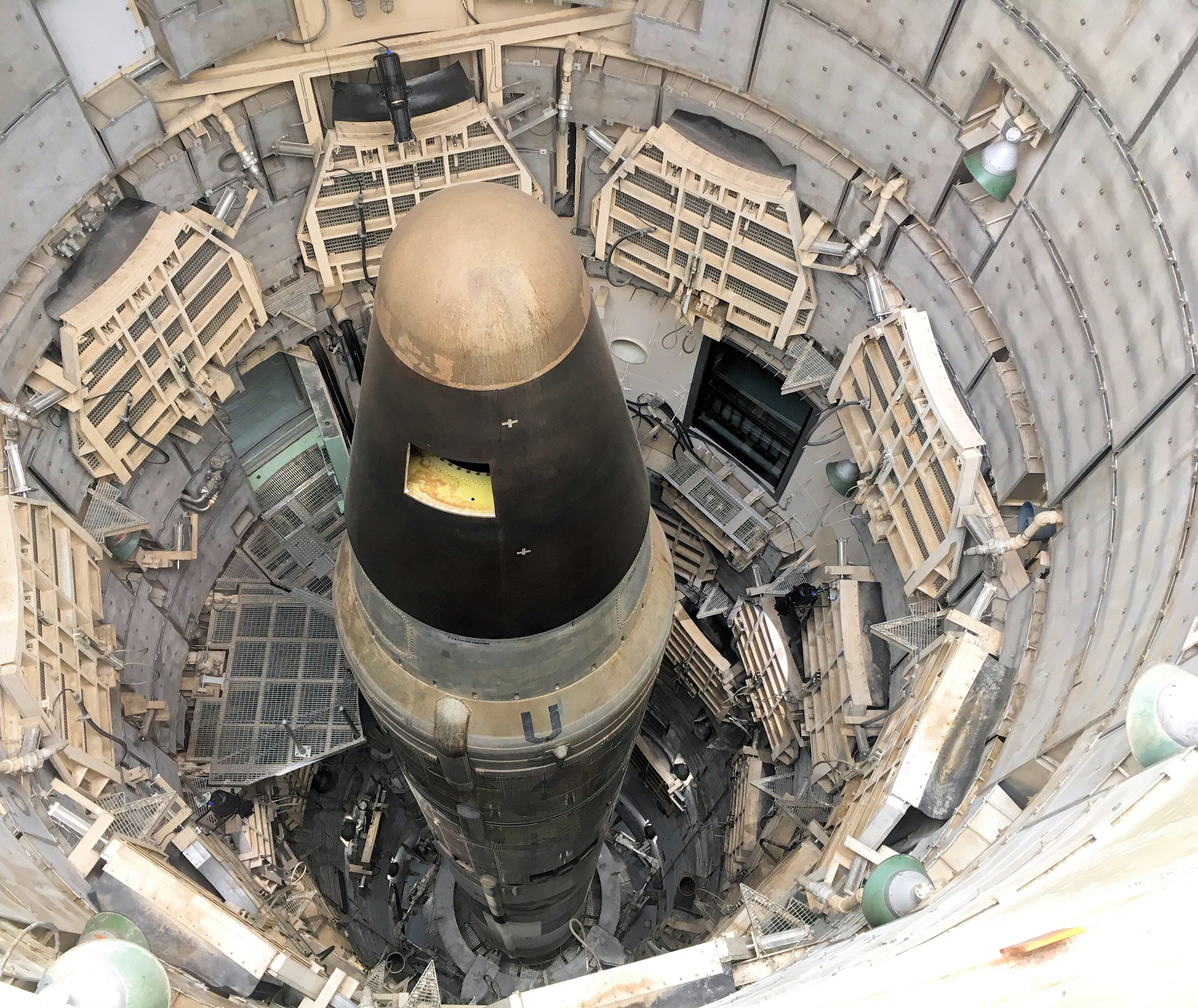
Misil nuclear Titán (fabricado para la Guerra Fría) en su silo de lanzamiento

Una guerra fría es un estado de conflicto entre Estados que no involucra acción militar directa pero se desarrolla principalmente mediante acciones políticas y económicas, propaganda, actos de espionaje o guerras subsidiarias libradas por terceros. Este término es comúnmente usado para referirse a la guerra fría soviético-estadounidense de 1947–1991. Los terceros son generalmente Estados que son satélites de las naciones en conflicto, naciones aliadas a ellas o bajo su influencia política. Los oponentes en una guerra fría suelen proveer ayuda militar o económica, así como armas, apoyo táctico o asesores militares, a naciones envueltas en conflictos con su país rival.

## Orígenes del término
La expresión «guerra fría» raramente fue usada antes de 1945. Según algunos escritores el escritor español del siglo XIV Don Juan Manuel fue el primero en usar el término refiriéndose al conflicto entre la Cristiandad y el Islam; sin embargo, el término empleado fue «tibia» en vez de «fría». La palabra «fría» apareció por primera vez en una traducción defectuosa de su trabajo en el siglo XIX.
El término se utilizó en 1934 en referencia a un curandero que recibió tratamiento médico tras ser mordido por una serpiente. El artículo del periódico se refería a la sugerencia del personal médico de que la fe había jugado un rol en su supervivencia, como una «tregua en la guerra fría entre la ciencia y la religión».
En cuanto a su aplicación contemporánea a un conflicto entre estados-nación, la frase aparece por primera vez en inglés en un artículo anónimo publicado en The Nation Magazine en marzo de 1938 titulado La Guerra Fría de Hitler. La frase se utilizó esporádicamente en los periódicos durante el verano de 1939 para describir la tensión nerviosa y el espectro de la acumulación de armamentos y el reclutamiento masivo que prevalecían en el continente europeo (sobre todo en Polonia) en vísperas de la Segunda Guerra Mundial. Se la describió como una «guerra fría» o una «paz caliente» en la que se estaban acumulando ejércitos en muchos países europeos. Graham Hutton, editor asociado de The Economist utilizó el término en su ensayo titulado La próxima paz, publicado en la edición de agosto de 1939 de The Atlantic Monthly (hoy The Atlantic). Profundizó en el concepto de guerra fría quizás más que cualquier otra invocación del término en idioma inglés hasta ese momento, y obtuvo al menos una reacción comprensiva en una columna de periódico posterior. Los polacos afirmaron que este período implicó «provocación mediante incidentes fabricados». También se especuló que las tácticas de guerra fría por parte de los alemanes podrían debilitar la resistencia de Polonia a la invasión.
Durante la guerra, el término también se utilizó de maneras menos duraderas, por ejemplo para describir la perspectiva de una guerra de invierno, o en columnas de opinión que alentaban a los políticos estadounidenses a hacer una evaluación fría antes de decidir si unirse a la guerra o no.
Al final de la Segunda Guerra Mundial, George Orwell utilizó el término en el ensayo Tú y la bomba atómica publicado el 19 de octubre de 1945 en la revista británica Tribune. Contemplando un mundo que vive bajo la sombra de la amenaza de una guerra nuclear, advirtió sobre una "paz que no es paz", a la que llamó una "guerra fría" permanente. Orwell se refirió directamente a esa guerra como la confrontación ideológica entre la Unión Soviética y las potencias occidentales. Además, en The Observer del 10 de marzo de 1946, Orwell escribió que "después de la conferencia de Moscú en diciembre pasado, Rusia comenzó a hacer una 'guerra fría' contra Gran Bretaña y el Imperio Británico".
La definición que ahora se ha consolidado es la de una guerra librada a través de un conflicto indirecto. El primer uso del término en este sentido, para describir las tensiones geopolíticas posteriores a la Segunda Guerra Mundial entre la URSS y sus satélites y los Estados Unidos y sus aliados de Europa occidental, se atribuye a Bernard Baruch, un financiero y asesor presidencial estadounidense. En Carolina del Sur, el 16 de abril de 1947, pronunció un discurso (a cargo del periodista Herbert Bayard Swope) en el que decía: «No nos dejemos engañar: hoy estamos en medio de una guerra fría». El periodista y columnista Walter Lippmann dio amplia difusión al término con el libro Cold War (1947).
El término «guerra caliente» también se utiliza ocasionalmente como contraste, pero sigue siendo poco frecuente en la literatura sobre teoría militar.
Según el académico Covell Meyskens, el término «guerra fría» no se utilizó en China durante la era maoísta.

## Tensiones etiquetadas como guerra fría
Desde la Guerra Fría soviético-estadounidense (1947–1991), una serie de tensiones globales y regionales también han sido denominadas guerra fría.

### Inglaterra y España en elsigloXVI
En su artículo sobre la reivindicación de Francis Drake sobre Nueva Albión en 1964, Adolph S. Oko Jr. describió ciertas tensiones del siglo XVI entre Inglaterra y España como una guerra fría.

### Gran Juego
El Gran Juego, una confrontación colonial que ocurrió entre los imperios británico y ruso en Asia en el siglo XIX, ha sido descrito de diversas maneras como una guerra fría, aunque esto también ha sido discutido.

### Segunda Guerra Fría
La Segunda Guerra Fría, también llamada Guerra Fría II, Guerra Fría 2.0, o la Nueva Guerra Fría, es un término que describe la era post-guerra fría de tensiones políticas y militares entre Estados Unidos y Rusia y/o China.

### Oriente próximo
Malcolm H. Kerr acuñó por primera vez el término «guerra fría árabe» refiriéndose a un conflicto político dentro del mundo árabe entre las repúblicas nasseristas que defendían el socialismo árabe, el panarabismo y el nacionalismo árabe liderados por el Egipto de Nasser, contra las monarquías tradicionalistas lideradas por Arabia Saudita.
El miembro del Atlantic Council Bilal Y. Saab, el escritor de About.com Primoz Manfreda, el académico iraní Seyyed Hossein Mousavian y la académica de la Universidad de Princeton Sina Toossi, el periodista Kim Ghattas, el periodista de Foreign Policy Yochi Dreazen, el investigador de Brookings Institution Sultan Barakat, y el periodista de Newsweek Jonathan Broder utilizan el término "guerra fría" para referirse a las tensiones entre Arabia Saudita e Irán. En febrero de 2016, el profesor de la Universidad de Isfahán, Ali Omidi, descartó las hipótesis de que el conflicto entre Irán y Arabia Saudita se volvería tenso.

### Asia meridional
El comentarista Ehsan Ahrari, el escritor Bruce Riedel, el comentarista político Sanjaya Baru y el académico de la Universidad de Princeton Zia Mian han utilizado el término «guerra fría» desde 2002 para referirse a las tensiones de largo plazo entre India y Pakistán, que fueron parte de la India británica hasta su partición en 1947.

### Asia oriental
El académico de la Escuela Naval de Postgrado Edward A. Olsen, el político británico David Alton, el profesor de la Universidad de York Hyun Ok Park, y el profesor de la Universidad del Sur de California David C. Kang utilizaron el término para referirse a las tensiones entre Corea del Norte y Corea del Sur, que han estado separadas desde el final de la Segunda Guerra Mundial en 1945. Lo llamaron indistintamente la «Guerra Fría de Corea». En agosto de 2019, el gobierno norcoreano afirmó que una mayor cooperación militar entre Estados Unidos y Corea del Sur impulsaría a Corea del Norte a «desencadenar una nueva guerra fría en la península de Corea y en la región».

### China y la Unión Soviética
El escritor británico Edward Crankshaw utilizó el término para referirse también a las relaciones sino-soviéticas después de la ruptura sino-soviética a fines de la década de 1950. También se produjeron «guerras de espías» entre la URSS y China.

### China y la India
Imran Ali Sandano, de la Universidad de Sindh, Arup K. Chatterjee de la Jindal Global Law School, el periodista Bertil Lintner, el escritor Bruno Maçães, el político-abogado P. Chidambaram, el político y periodista Sanjay Jha, y algunos otros utilizan términos como «nueva guerra fría» para referirse a las crecientes tensiones entre China e India.

### Guerra Fría de Estados Unidos
En la primavera de 2017, el profesor emérito Angelo Codevilla utilizó el término «guerra civil fría» para criticar a «la clase dominante» (las burocracias gubernamentales, el poder judicial, la academia, los medios de comunicación, los grupos clientelares asociados, los funcionarios demócratas y las jurisdicciones controladas por los demócratas) a la que consideró «en contra de la mayoría del pueblo estadounidense y su forma de vida».
En 2017 y 2019, el periodista Carl Bernstein criticó al entonces presidente Donald Trump, a quien llamó en 2019 «una farsa, un estafador, un estafador [...] presidente de los Estados Unidos», por exacerbar lo que Bernstein consideró una «guerra civil fría», citando en 2017 la utilización de Hillary Clinton como chivo expiatorio por parte de la administración Trump en medio de la investigación del fiscal especial de Mueller y en 2019 sus esfuerzos por apelar a los «prejuicios» de sus partidarios hacia «el otro lado» al que querían «eliminar».
En enero de 2021, el columnista del Washington Post Matt Bai utilizó el término «Guerra Civil Fría» para referirse a la «inminente desunión» de Estados Unidos, especialmente por parte de los estadounidenses rurales que «viven cada vez más en su propia realidad, alimentados por sus propios 'hechos alternativos' y dirigidos por sus propios líderes imprudentes» y «se separan de la cultura urbana [estadounidense] y de los medios de comunicación del establishment».
En marzo de 2021, el profesor de estudios de medios David A. Love criticó al Partido Republicano de Estados Unidos por instigar «una guerra civil fría al impulsar medidas de supresión de votantes sin precedentes dirigidas a comunidades minoritarias y marginadas».
En octubre de 2021, Tony Woodlief, colaborador de la revista Governing, criticó a los «expertos políticos», su uso del término y su énfasis en la división de clases políticas por «pasar por alto abundantes datos que arrojan luz sobre puntos en común sustanciales entre los estadounidenses».

## Lectura adicional
- Mello Morales, Frank. «Cold War' – The (Pre)history of a term». Alliierten Museum. Consultado el 29 de septiembre de 2022.

- Datos: Q4176199
- Multimedia: Cold wars / Q4176199